# Pinheiro (ort)
Pinheiro är en ort i Brasilien.   Den ligger i kommunen Pinheiro och delstaten Maranhão, i den nordöstra delen av landet, 1 500 km norr om huvudstaden Brasília. Pinheiro ligger 9 meter över havet och antalet invånare är 38 893.
Terrängen runt Pinheiro är mycket platt. Det finns inga andra samhällen i närheten.
Trakten runt Pinheiro består huvudsakligen av våtmarker. Runt Pinheiro är det ganska glesbefolkat, med 43 invånare per kvadratkilometer.